# 6301 Bohumilruprecht
6301 Bohumilruprecht eller 1989 BR1 är en asteroid i huvudbältet som upptäcktes den 29 januari 1989 av den tjeckiske astronomen Zdeňka Vávrová vid Kleť-observatoriet. Den är uppkallad efter astronomen Bohumil Ruprecht.
Asteroiden har en diameter på ungefär 18 kilometer och den tillhör asteroidgruppen Themis.